# Ринтельн
Ринтельн (нем. Rinteln) — город и община в Германии в земле Нижняя Саксония на берегу реки Везер, входит в округ Шаумбург.
Население составляет 26 110 человек (на 31 декабря 2020 года). Занимает площадь 109 км².

## Демография
| Год  | Население |
| ---- | --------- |
| 1990 | 26 418    |
| 1995 | 28 221    |
| 2000 | 28 268    |
| 2005 | 28 012    |
| 2010 | 27 004    |
| 2013 | 25 228    |
| 2020 | 26 110    |

## Административно-территориальное деление
В состав общины входят 18 районов.

## История
Первое упоминание о Рентене (впоследствии Ринтельн) относится к 896 году, обнаруженное в записях монастыря Мёлленбек, который был расположен на противоположном берегу Везера.
В 1230 году граф Адольф IV Гольштейнский основал новый Ринтельн на южном берегу Везера, соединяющийся со старым Ринтельном по мосту, построенному в 1223 году. Это позволило ему контролировать перемещения по мосту.
В 1239 году Ринтельн получает статус города, после чего было начато возведение городской стены, вплоть до 1257 года.

## Фотографии

Ринтельн на карте района
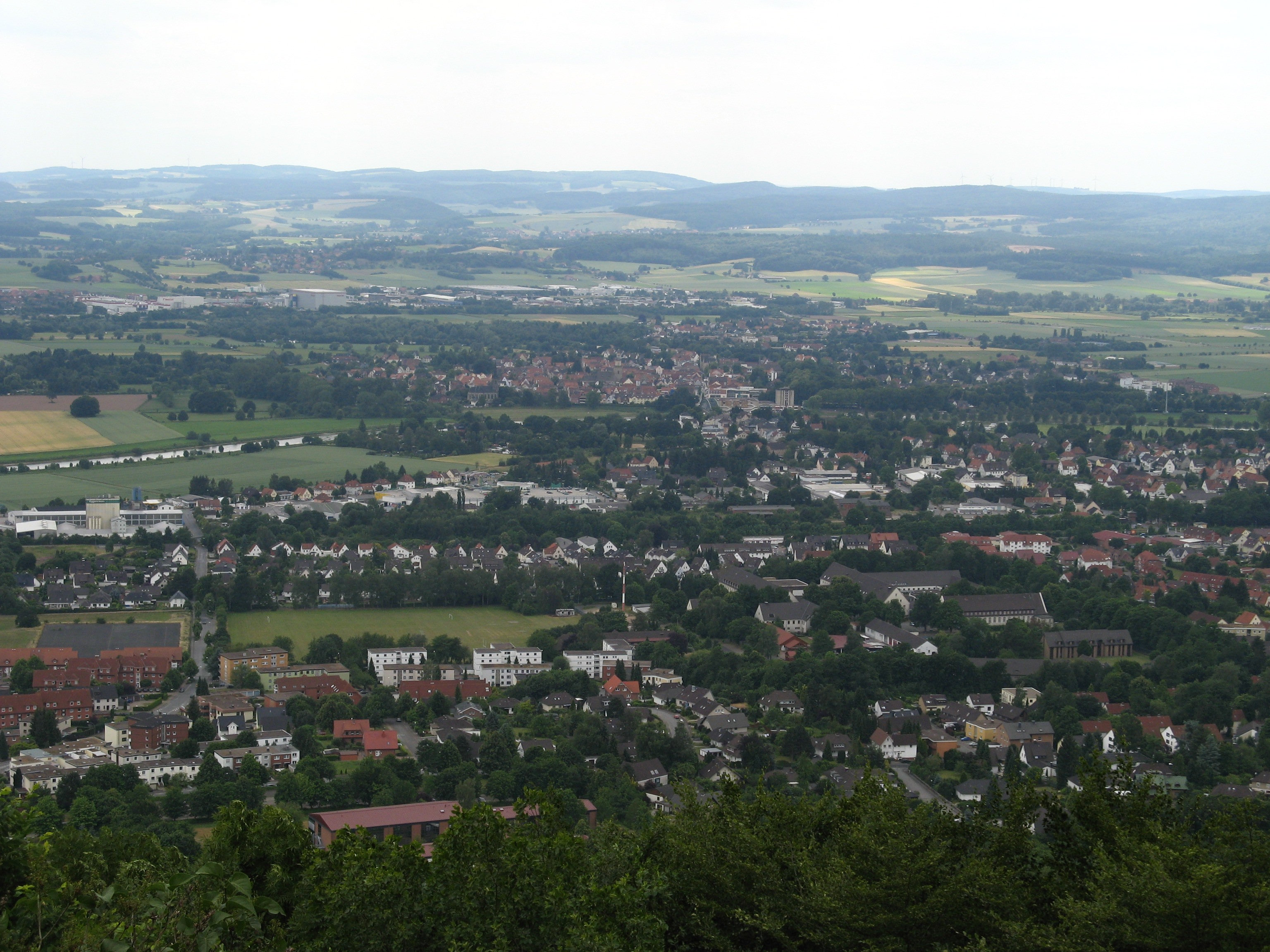
Вид на город
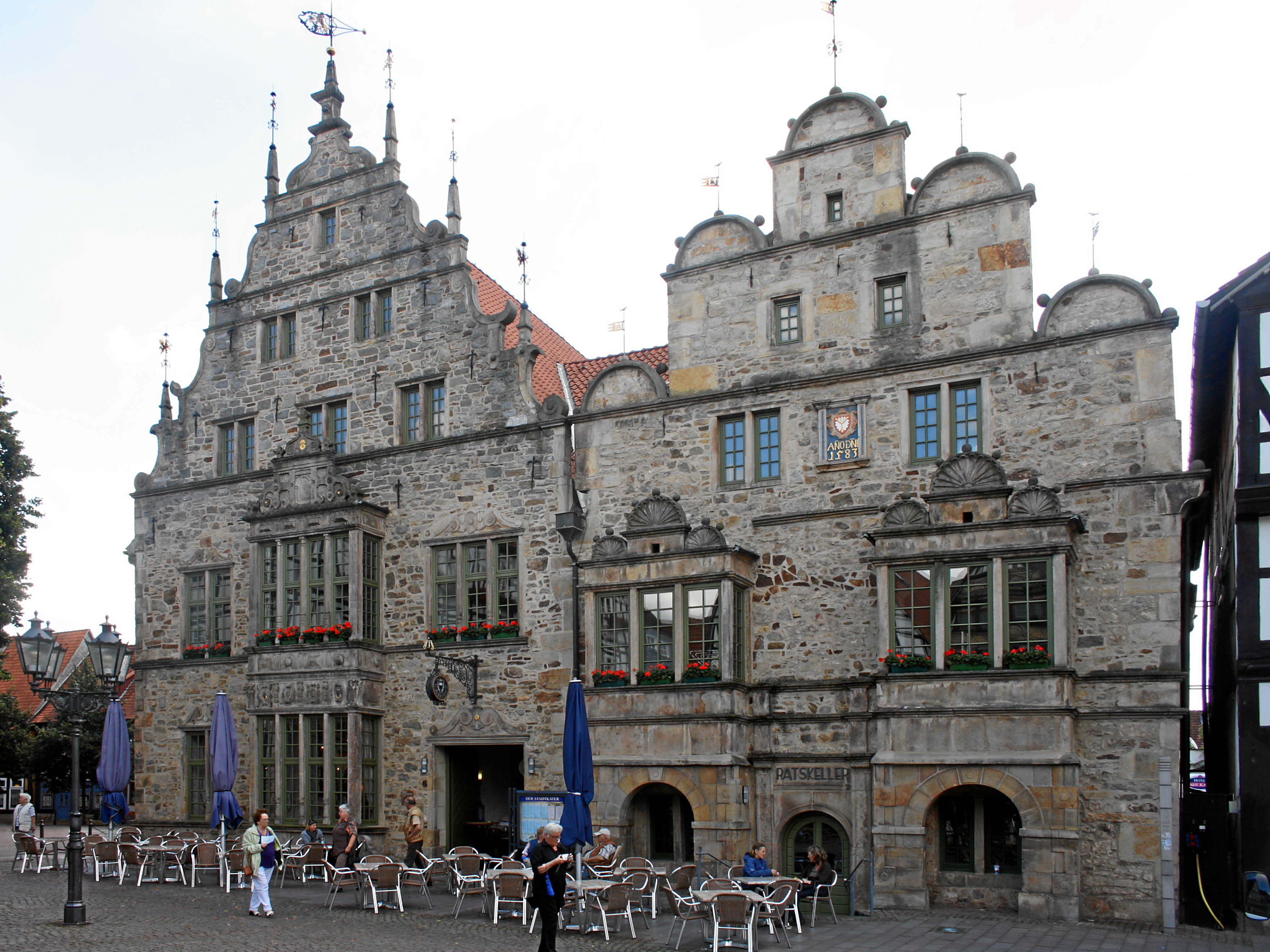
Бывшая ратуша
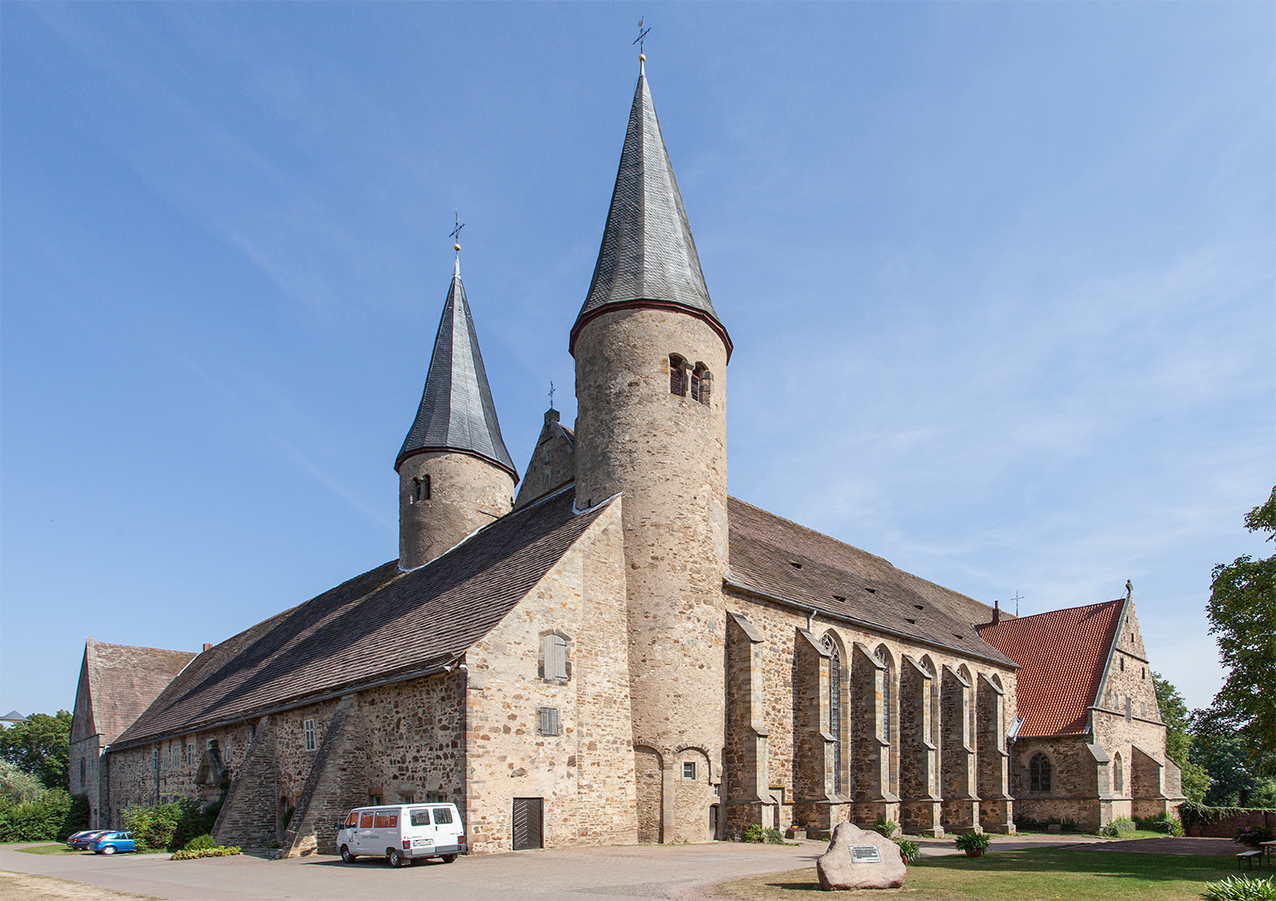
Монастырь Мёлленбек
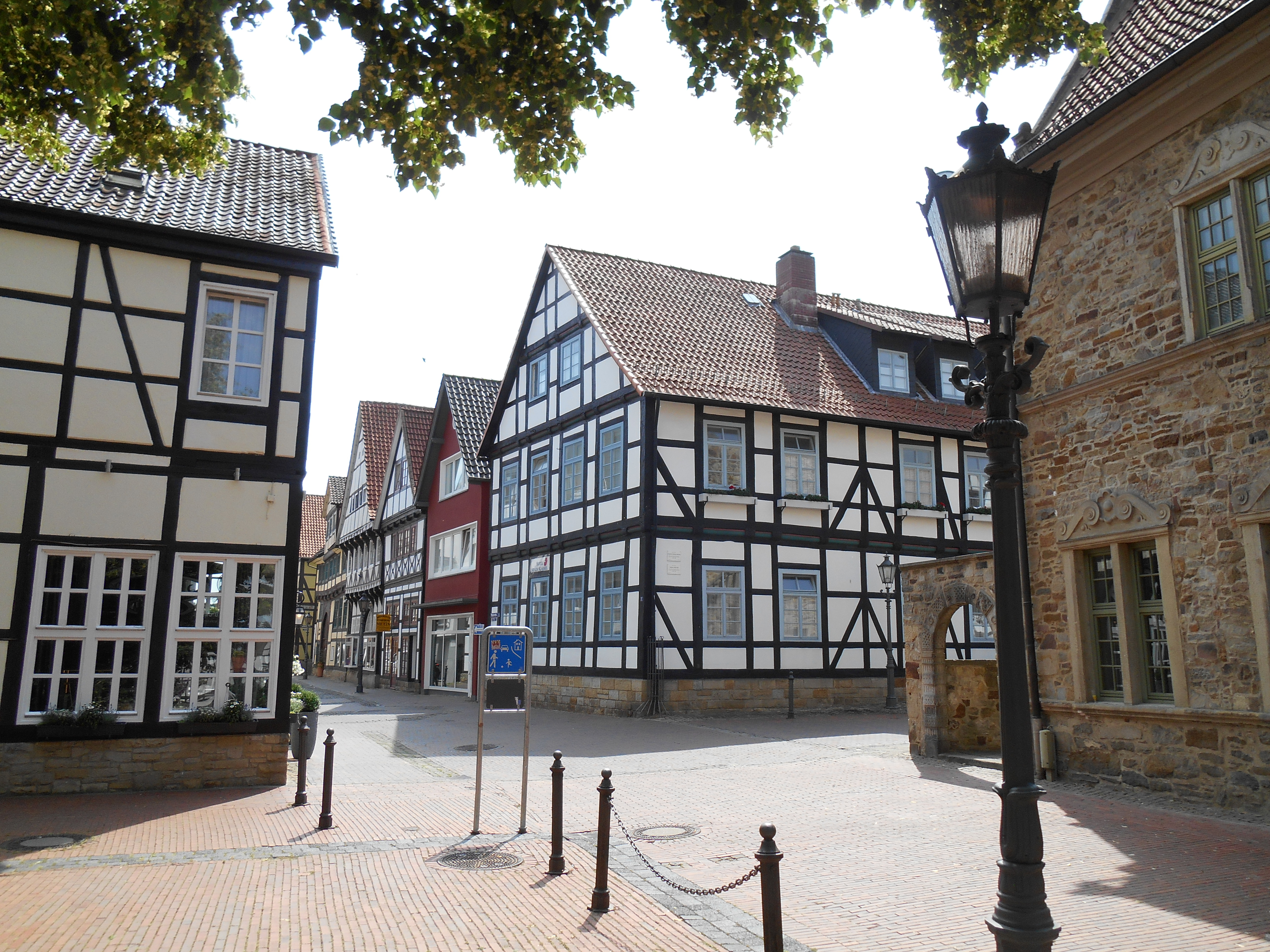
Марктплац
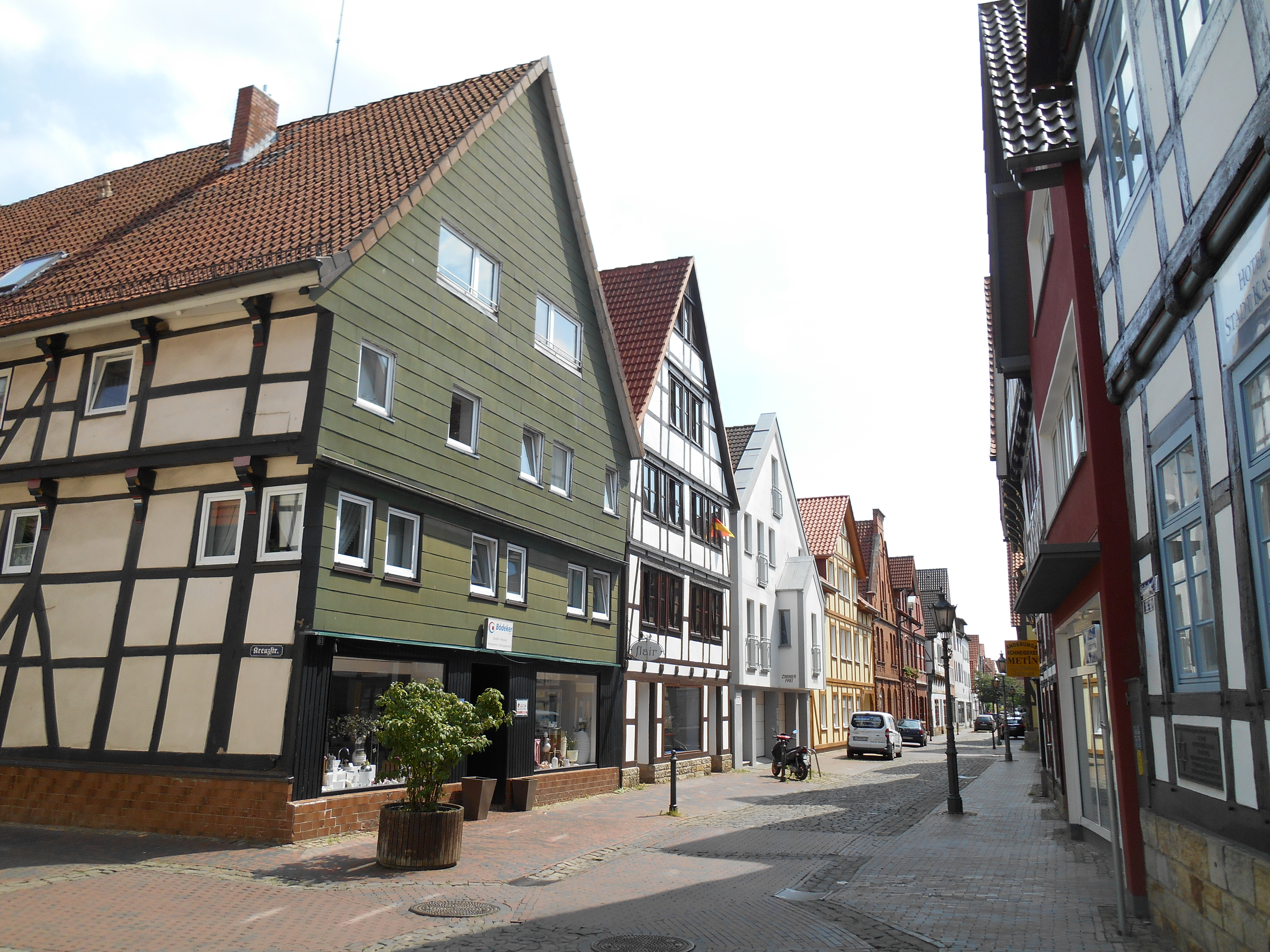
Улица Бекерштрассе
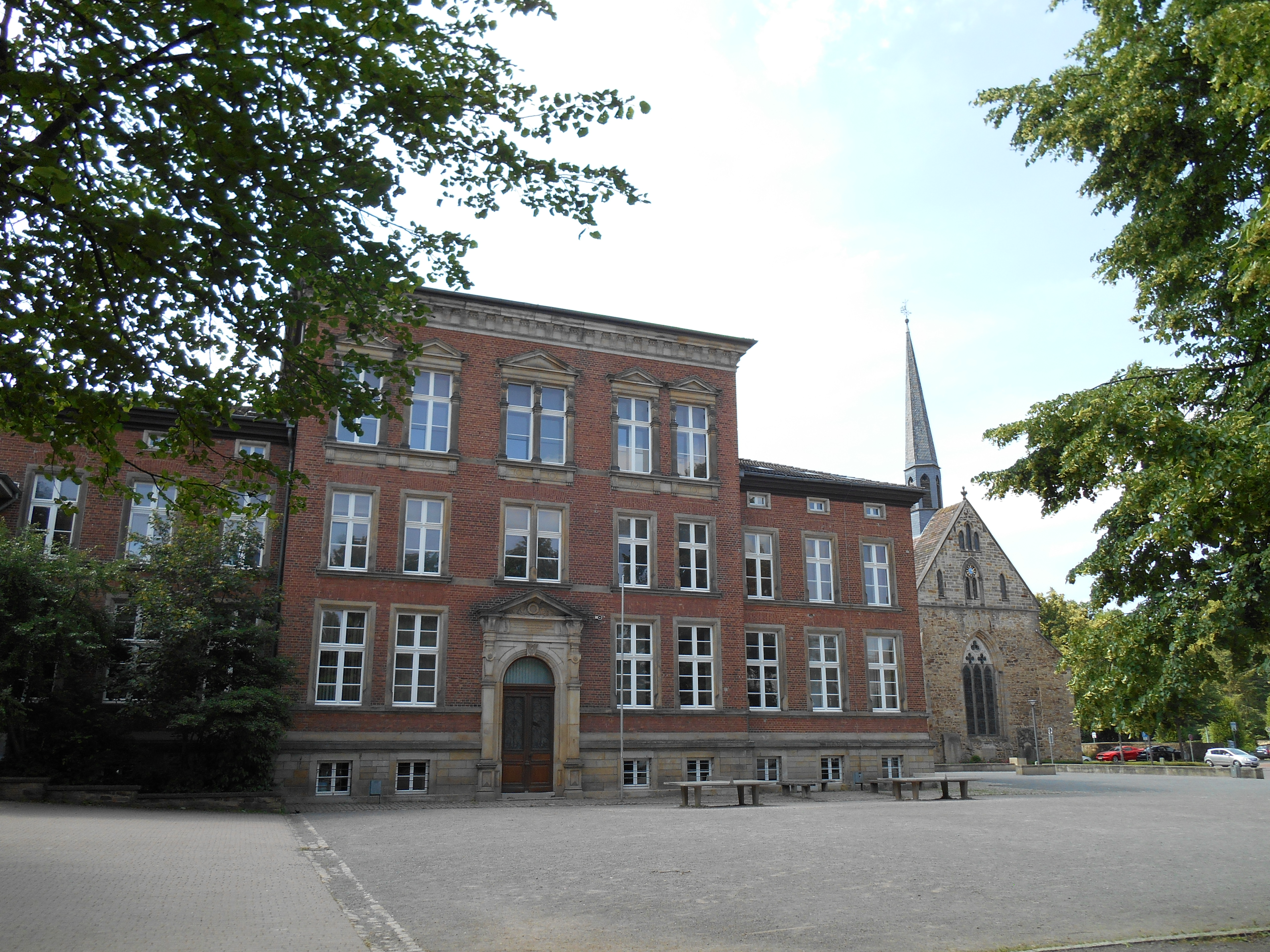
Хильдбургшуле, ц. св. Иакова
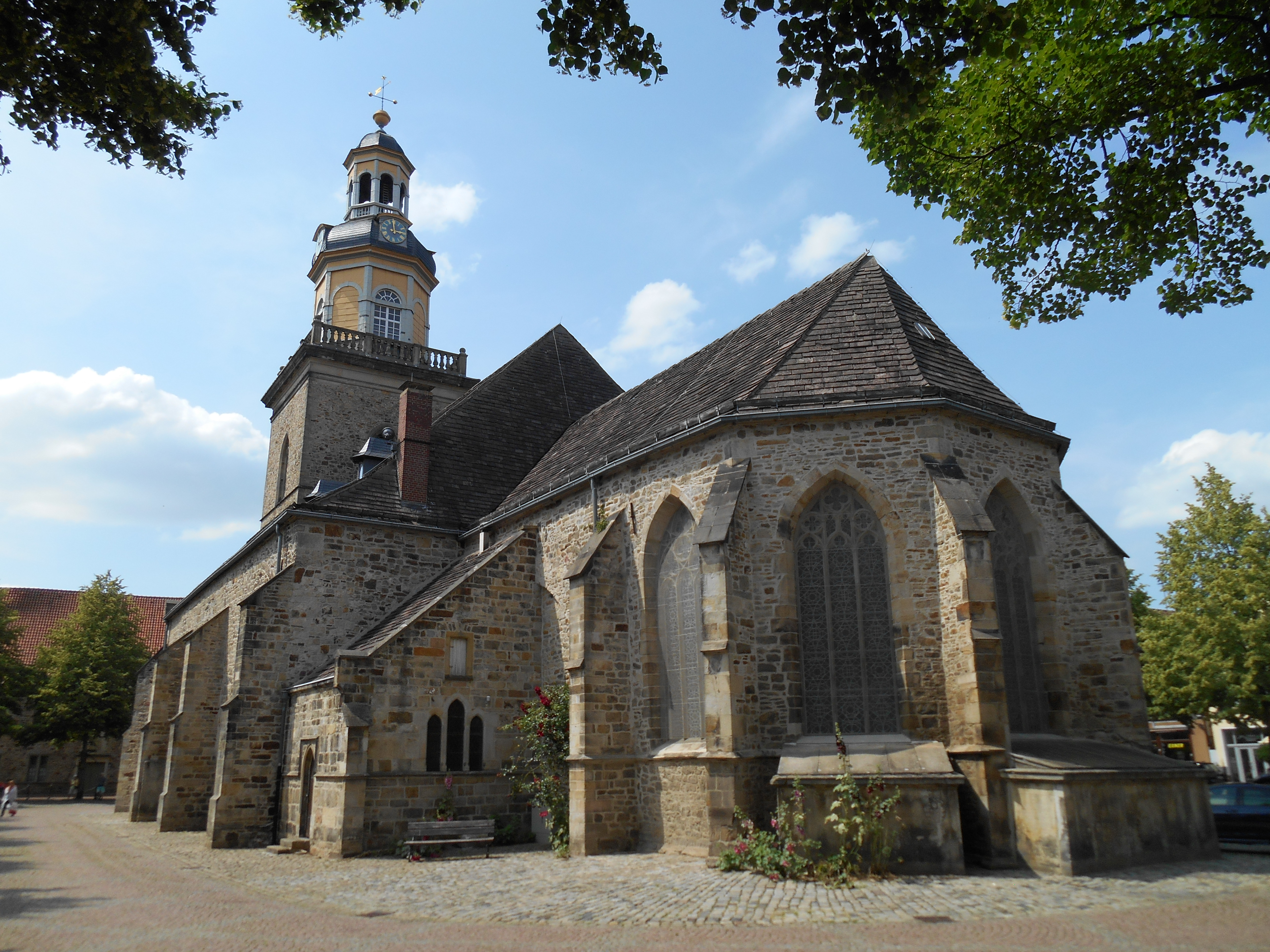
Церковь св. Николая